# Лиственка (приток Махни)
Лиственка — река в Томской области России. Устье реки находится в 165 км по правому берегу реки Махня. Длина реки составляет 14 км. В устье находится вахтовый посёлок Олений.

## Данные водного реестра
По данным государственного водного реестра России относится к Верхнеобскому бассейновому округу, водохозяйственный участок реки — Васюган, речной подбассейн реки — Васюган. Речной бассейн реки — (Верхняя) Обь до впадения Иртыша.